# Erik XII van Zweden
Erik XII Magnusson van Zweden (circa 1339 - 21 juni 1359) was van 1357 tot aan zijn dood medekoning van Zweden. Hij behoorde tot het huis Folkung.

## Levensloop
Erik XII was de zoon van koning Magnus II Eriksson van Zweden en diens echtgenote Blanca, dochter van graaf Jan I van Namen. In 1343 werd hij samen met zijn broer Haakon VI aangesteld tot troonsopvolger. In 1356 huwde hij met Beatrix van Beieren (1344-1359), dochter van keizer Lodewijk de Beier van het Heilige Roomse Rijk.
Een gunsteling van zijn vader, Bengt Algotsson, annexeerde in 1355 de bezittingen van de aartsbisschop van Lund. Op die manier schond Algotsson het kerkelijk verbod op de inperking van kerkelijke landgoederen. De Zweedse adel vermoedde dat dit met de toestemming van de koning gebeurde en verbond zich met Erik en Magnus' zwager Albrecht II van Mecklenburg-Schwerin. De ontevredenheid van Erik, die op de Zweedse koningstroon hoopte, werd gevoed door de aristocratie en in 1356 nam hij de titel van koning aan, waardoor hij in opstand kwam tegen zijn vader. In 1357 konden vader en zoon uiteindelijk een akkoord vinden. Ze regeerden gezamenlijk als medekoningen en Erik kreeg de administratie over Finland en de Deense gebieden buiten Noord-Halland toegewezen.
Erik XII stierf in juni 1359, enkele maanden later gevolgd door zijn zwangere echtgenote. Omdat hij plots stierf, deden geruchten de ronde dat hij vergiftigd was. Aangenomen wordt dat hij stierf aan de pest. In ieder geval stierf hij zonder erfgenamen. 